# 2018年重庆鱼洞新世纪幼儿园砍人事件
2018年重庆鱼洞新世纪幼儿园砍人事件，是一起於2018年10月26日發生在中華人民共和國重慶市巴南區魚洞新世紀幼兒園的砍人事件，造成現場14名幼童受傷，其中有4名傷勢較重。

## 官方消息
- 重庆市人民检察院於10月28日发布消息称，重庆市巴南区检察院於當月27日以涉嫌故意杀人罪对巴南区鱼洞街道新世纪幼儿园持刀行凶犯罪嫌疑人刘某依法批准逮捕。[4][5][6]

- 正义网报道，重庆市公安局巴南区分局曾通报称，10月26日9时30分许，重庆巴南区人刘某（女，39岁）在巴南区鱼洞巴县大道一幼儿园门口持菜刀行凶，導致做完早操返回教室途中14名学生受伤（7人轻伤、6人重伤、1人危重）。学校保安和工作人员立即将刘某制服。巴南警方接报警后迅速赶到现场处置，将受伤学生送医救治。案件发生后，重庆市當局整合医疗資源，开设“绿色通道”，设立“一对一”专家组，在第一时间全力救治受伤儿童。[4][5][7]

## 外部連結
抓捕現場影片
- . 澎湃新聞官方微博. 2018-10-26  [2020-07-11]. （原始内容存档于2020-07-11）.